# Kfir Cafrir
Kfir Cafrir (ur. 28 marca 1990 w Petach Tikwie) – izraelski piosenkarz, autor tekstów, raper i producent.
W marcu 2020 roku wydał swój pierwszy singiel „מתגעגעת”. Później tego samego roku we współpracy z Kerenem Krispilem wydał „‏כוכב אחר‎”, „‏גבוה‎” , „‏פלקס עם דפנה ודודידו‎” oraz „‏לא הכל מסתדר‎”. W sierpniu współpracował z raperem Ronem Neszerem przy utworze „‏קליק‎”.
We wrześniu 2021 roku wydał swój debiutancki album „‏רוץ‎”.  W 2022 roku wziął udział w reality show Ha-Kochaw Ha-Ba. Na przesłuchaniach wykonał „‏סרט פשע‎” i uzyskał 82% głosów.Został wyeliminowany w finale, ale podpisał kontrakt z Teddy Productions.
We wrześniu 2022 roku ukazała się piosenka „‏סוס טברייני‎”. W lutym 2023 wydał „‏פחד אלוהים‎”, utwór stał się nieoczekiwanym hitem, a w listopadzie, około dziewięć miesięcy po premierze, stał się popularny na platformie TikToku i innych serwisach streamingowych. Osiągnął pierwsze miejsce na liście Mako, pierwszą dziesiątkę na liście Kan Gimel i pojawił się na liście Galgalatz.
12 marca 2024 roku ukazał się singiel „‏נתק אותי‎” z udziałem Netty. 9 maja tego samego roku ukazała się składanka Israel Bidur – Singing to the State, na której Cafrir wykonał piosenkę „‏אלבבאלה‎” z Anną Zak. We wrześniu 2024 wydał piosenkę „‏חולה עלייך‎”.
Mieszka w Riszon le-Cijjon.

## Dyskografia

### Albums
- 2018: רוץ

### EP
- 2018: כל מה שצריך
- 2019: פוזה
- 2020: פלקס עם דפנה ודודידו
- 2021: זה מה שאתם רוצים
- 2022: סרט פשע
- 2023: פחד אלוהים[13]
- 2024: אלבבאלה
- 2024: נתק אותי ft Netta Barzilai[14][15]